# Gina Kaus
Gina Kaus, född 21 oktober 1893 i Wien, död 23 december 1985 i San Francisco, var en österrikisk författare.
Gina Kaus var hustru till Otto Kaus. Hon gjorde sig främst känd genom en rad romaner med god psykologi och elegant framställning, bland annat Die Verliebten (1928), Die Überfahrt (1932, svensk översättning Atlantresan samma år), Morgen um neun (1932, svensk översättning På slaget nio 1933), Die Schwestern Kleh (1933) och Der Teufel nebenan (1939, svensk översättning Melanie 1940), en studie i svartsjuka. Kaus hade även framgång som dramatiker med arbeten som Toni (1927), ett bidrag till kvinnlig pubertetspsykologi. Hon skrev också en del uppskattade historiskt-biografiska arbeten, bland annat Katharina die Grosse (1935, svensk översättning 1936).